# Étienne-René Potier de Gesvres
Étienne-René Potier de Gesvres (Paris, 2 de janeiro de 1697 - Paris, 24 de julho de 1774) foi um cardeal do século XVIII

## Biografia
Nasceu em Paris em 2 de janeiro de 1697. Filho do Duque François Potier des Gesvres e Marie Geneviève de Seiglièères. Ele também está listado como Stephanus Ronatus Potter de Geavres; e como Stefano Renato Potier de Gesures. Sobrinho do cardeal Léon Potier de Gesvres (1719). Primo em segundo grau do cardeal Nicolas de Saulx-Tavannes (1756), por parte de mãe. No final da adolescência, decidiu dedicar-se ao serviço da Igreja sob a direção de seu tio cardeal.
Estudou na Universidade La Sorbonne, Paris, onde obteve a licenciatura em teologia em 1718; e mais tarde, uma licenciatura in utroque iure , tanto em direito canônico quanto em direito civil..
Abade commendatario da abadia real de Notre-Dame d'Orsscamp, 1723 a 1734..
Ordenado em 1725. Por dois anos, vigário geral de Bourges com seu tio. O rei Luís XV o nomeou para a diocese de Beauvais..
Eleito bispo de Beauvais em 24 de abril de 1728. Consagrada em 6 de junho de 1728, igreja de Saint-Ouen-le Aumône, Val-d'Oise, por Louis de la Vergne Tressan, arcebispo de Rouen, assistido por Nicolas de Saulx-Tavannes , bispo de Châlons-sur-Marne, e por Charles de La Roche-Aymon, bispo titular de Sarepta. Promovido a cardinalato por instância do rei Augusto III da Polônia, a pedido de Jaime III, pretendente ao trono britânico..
Criado cardeal sacerdote no consistório de 5 de abril de 1756; o papa enviou-lhe o barrete vermelho com um breve apostólico datado de 7 de abril de 1756; recebeu o chapéu vermelho em 27 de julho de 1758; e o título de S. Agnesi fuori le mura, 2 de agosto de 1758. Atribuído à SS. CC. de Propaganda Fide, Imunidade Eclesiástica e Index. Abade commendatario da abadia real de Saint-Vincent de Laon desde julho de 1756. Participou do conclave de 1758, que elegeu o Papa Clemente XIII. Comendador da Ordem de Saint-Esprit , fevereiro de 1759. Abade commendatario das abadias reais de Saint-Étienne de Caen, 1759; e Saint-Lambert de Leisses. Não participou do conclave de 1769, que elegeu o Papa Clemente XIV. Renunciou ao governo da diocese, 22 de maio de 1772; e retirou-se para Paris. Ele era par da França..
Morreu em Paris em 24 de julho de 1774, de hidropisia. Exposto e enterrado no túmulo de sua família na igreja dos Celestinos, Paris..